# 이쓰카마치역
이쓰카마치역(일본어: 五日町駅・いつかまちえき)은 일본 니가타현 미나미우오누마시에 있는, 동일본 여객철도의 철도역이다. 조에쓰선이 지나간다.

## 역 구조
지상역으로, 승강장은 단식 1면 1선과 섬식 1면 2선 구조이다. 양쪽 승강장은 과선교로 이어져 있다. 에치고유자와역 관리하는 무인 역이다.

### 승강장
| 1 | ■ 조에쓰선 | 고이데 · 나가오카 방면        |
| 2 | ■ 조에쓰선 | (대피선.)                     |
| 3 | ■ 조에쓰선 | 무이카마치・에치고유자와 방면 |

## 사진

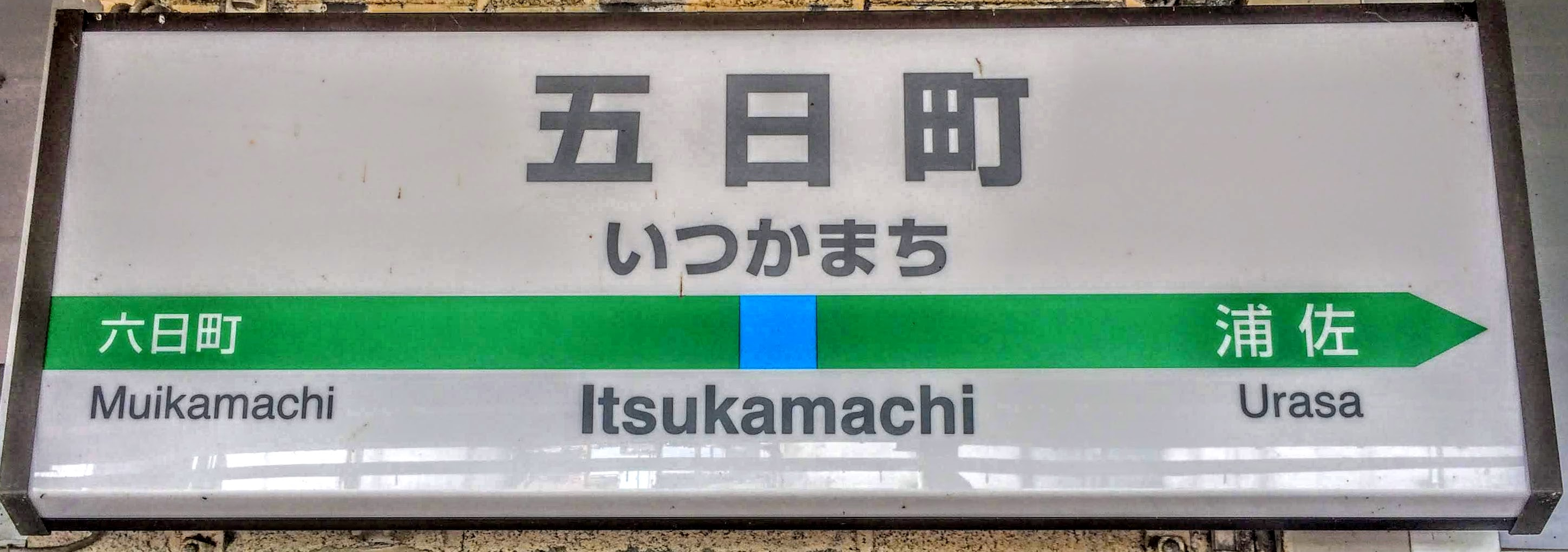
역명판 (형광등)
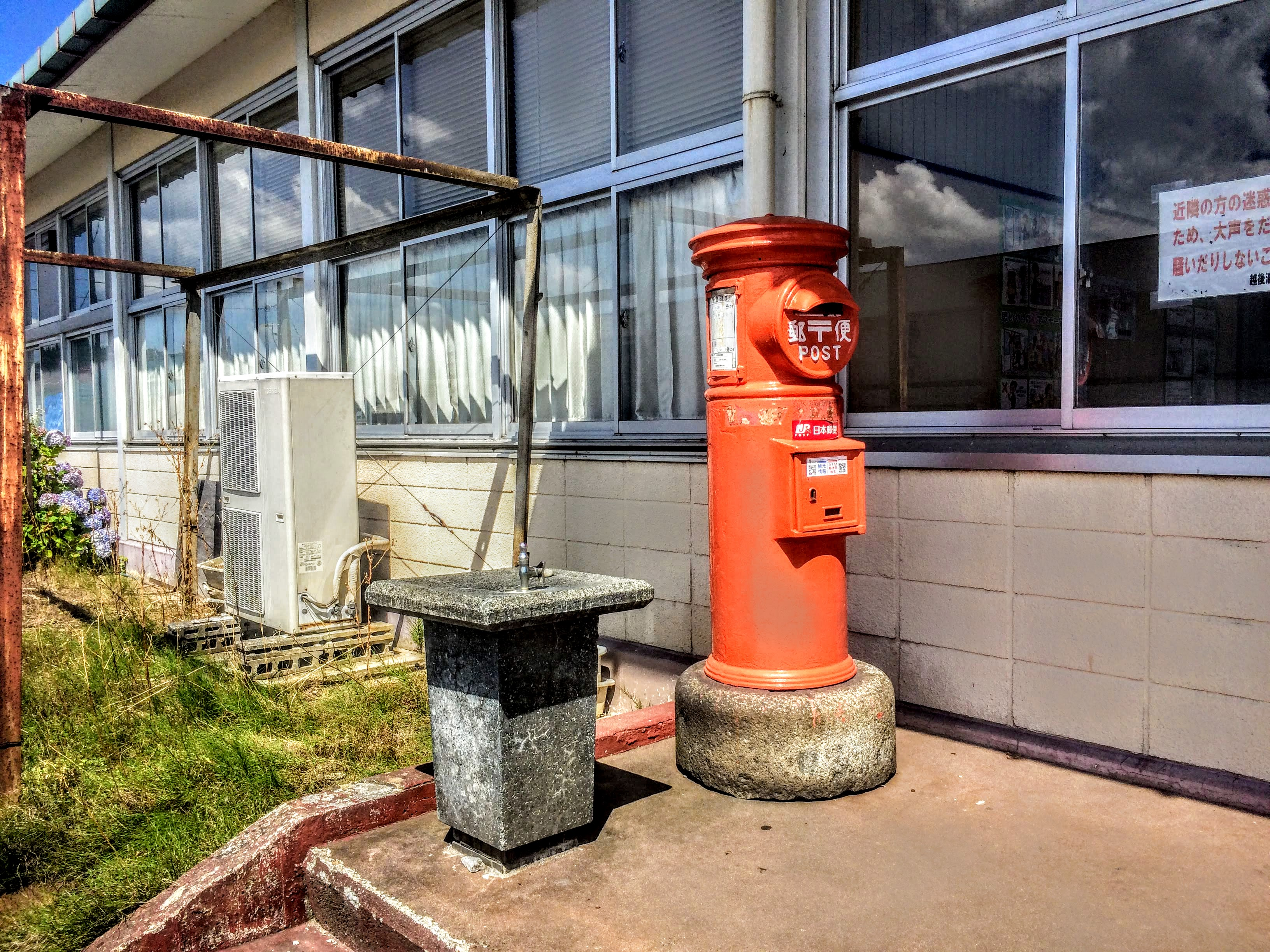
급수대 (왼쪽) · 우체통 (오른쪽)
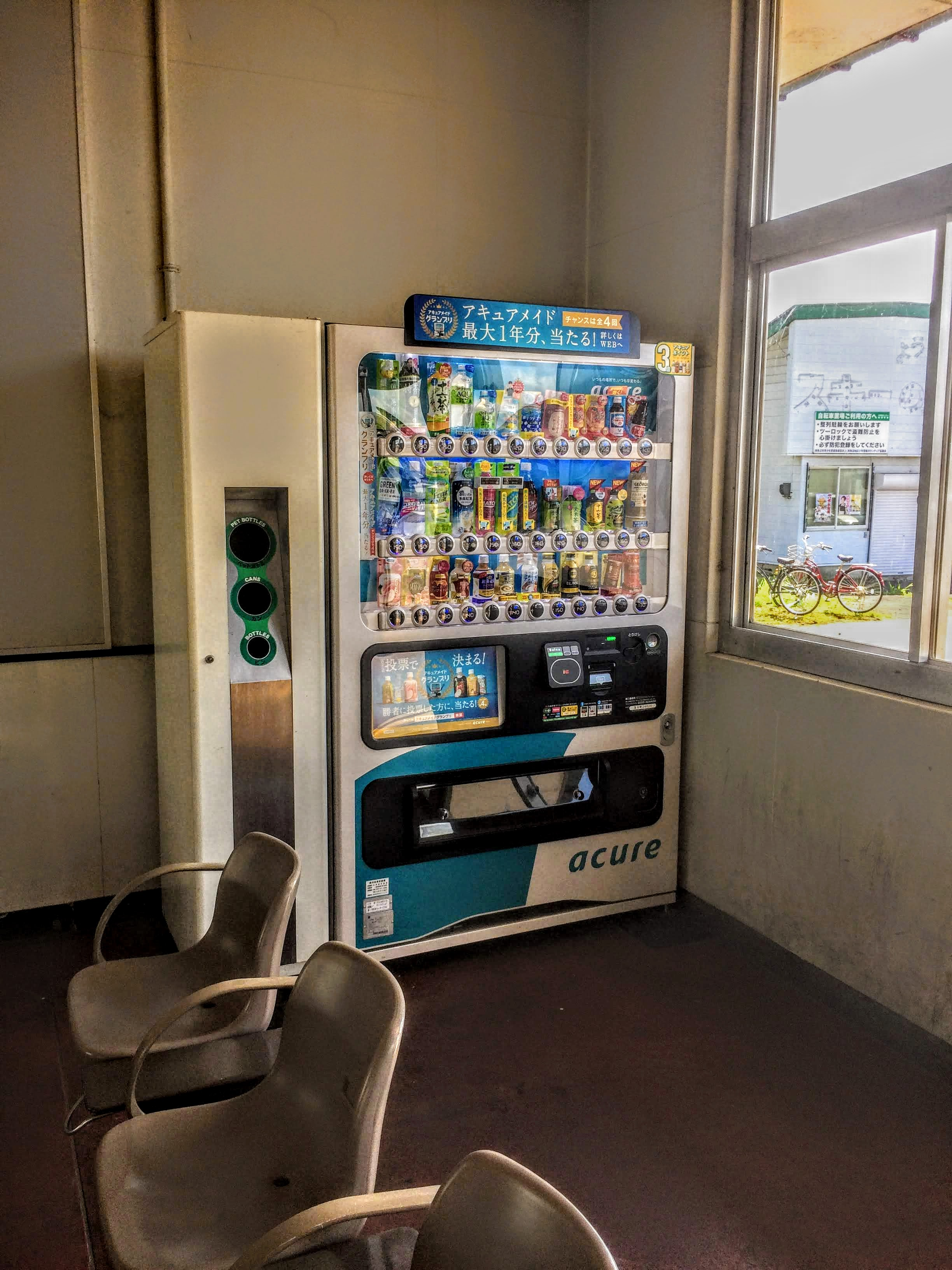
자판기
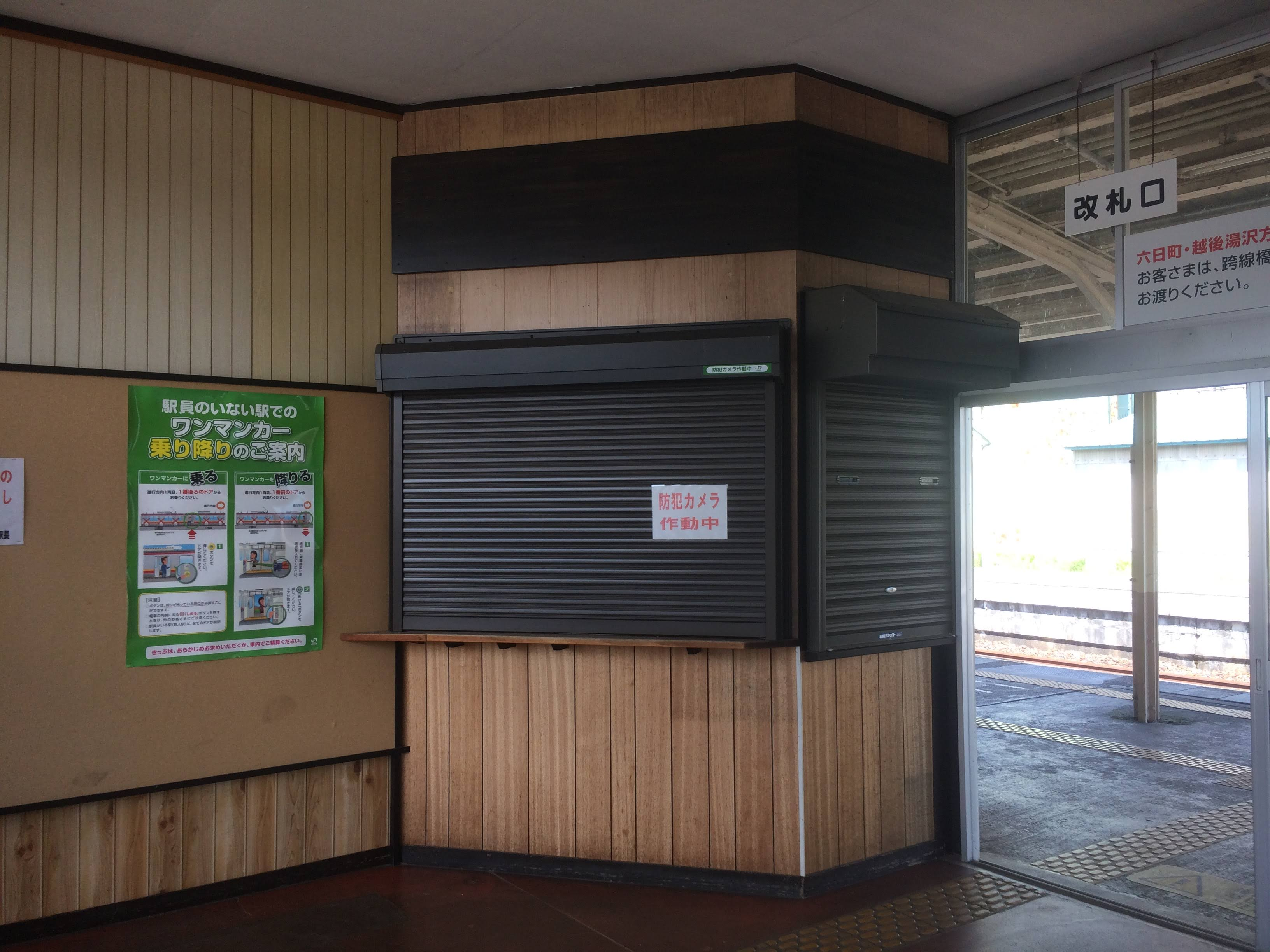
창구 (왼쪽) · 개찰 (중앙) · 개찰구 (오른쪽)
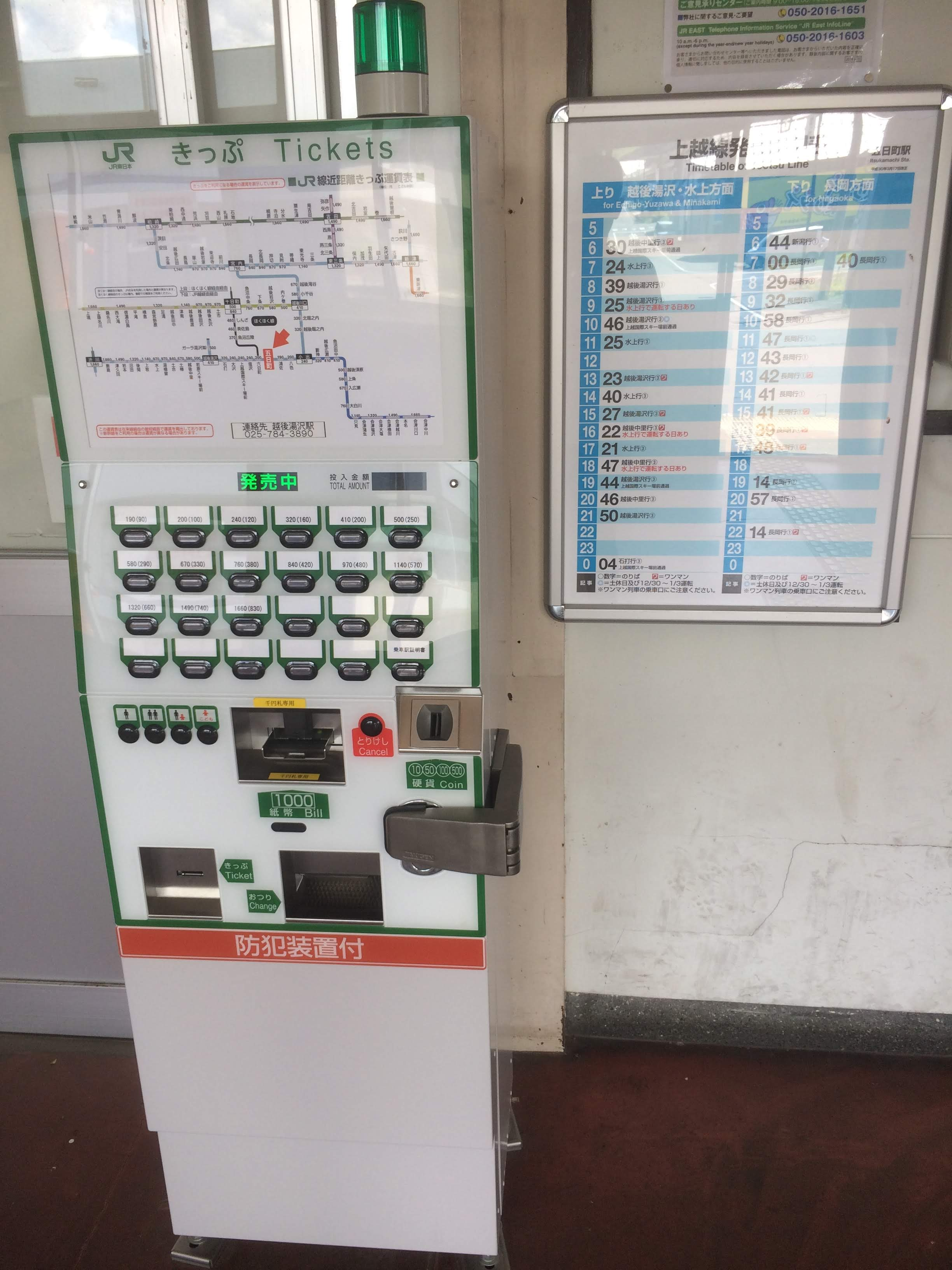
버튼 식 자동 발매기
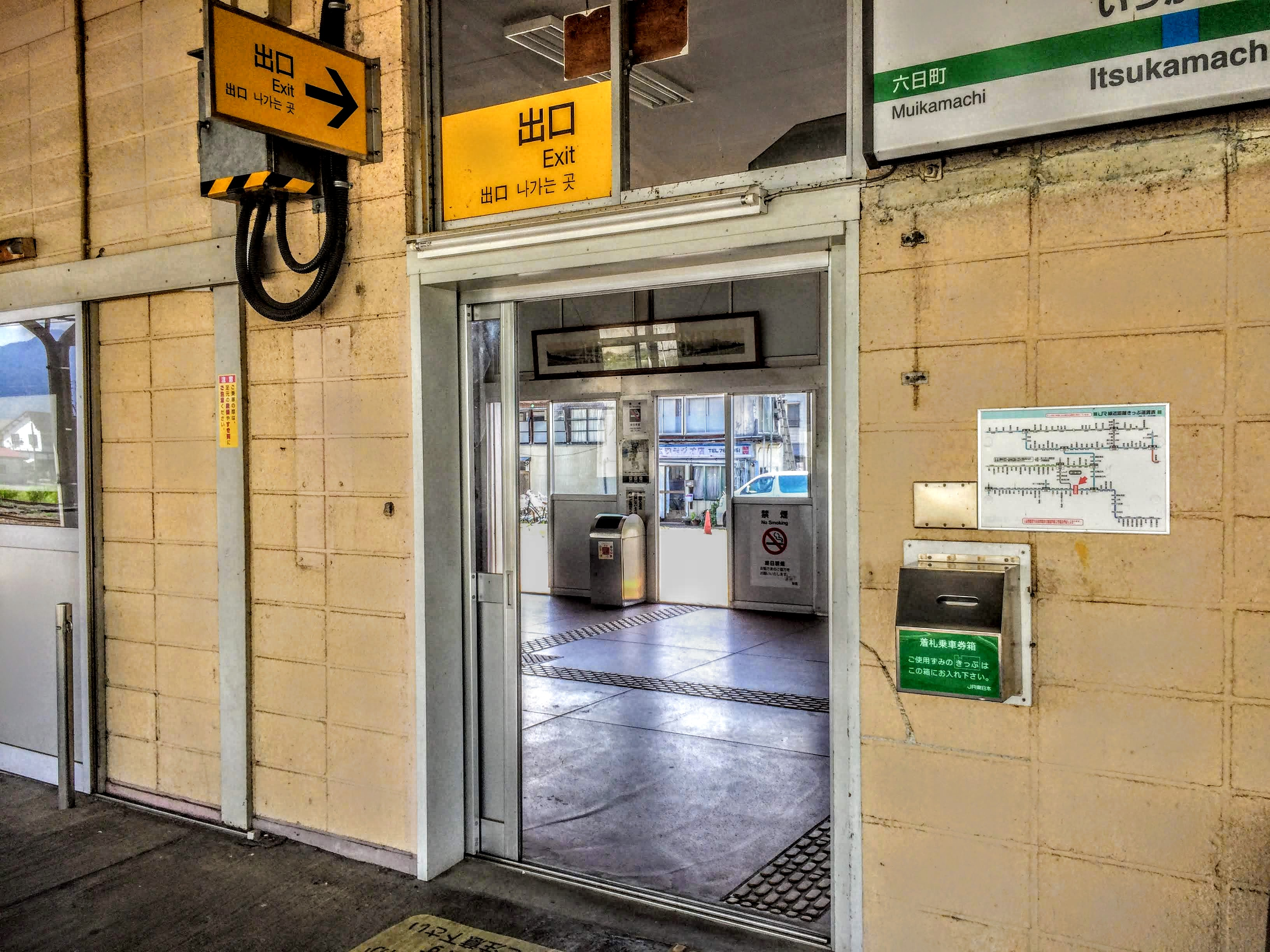
개찰구

## 역세권 정보
- 이쓰카마치 스키장

## 역사
- 1923년 11월 18일 - 일본국유철도 조에쓰호쿠 선의 역으로 개업하였다.
- 1931년 9월 1일 - 조에쓰선이 미나카미역까지 연장되었다.
- 1987년 4월 1일 - 민영화에 따라 동일본 여객철도의 소속이 되었다.

## 인접역
| 동일본 여객철도 조에쓰선 | 동일본 여객철도 조에쓰선 | 동일본 여객철도 조에쓰선    |
| ------------------------ | ------------------------ | --------------------------- |
| 무이카마치 다카사키 방면 | ■ 보통                   | 우라사 나가오카·니가타 방면 |